# محمود نسيم
محمود نسيم (3 مارس 1955 - 21 أبريل 2021) هو شاعر وناقد ومسرحي مصري.

## حياته
وِلِد محمود نسيم السيد الجوهري في 3 مارس 1955 في ميت محسن.. ميت غمر، والدته هي السيدة "غصون الورد عبد الله" ووالده "السيد الجوهري" خريج مدرسة المعلمين بطنطا كان أستاذاً للغة العربية، ثم مديراً لعدد غير محدود من المدارس كان عاشقاً لأمير الشعراء أحمد شوقي، فورث نسيم من والده ذات التأثر. كان نسيم هو الولد الأصغر والثامن وشبه الوحيد لوالديه الذين أنجباه على كِبَر، حيث كان شقيقه الأكبر "محمد" متزوجاً ويشغل رتبة عسكرية رفيعة المستوى في القوات المسلحة المصرية مما جعل علاقته غير منتظمه بأهله، لذلك كان الأهتمام بمحمود كبيراً ومفعماً بالحنان. درس محمود نسيم الأعدادية في مدرسة (حلمية الزيتون) والثانوية في مدرسة (ابن خلدون)، وكان يهوى القراءة ويطمح أن يكون شاعراً خلافاً لأقرانه. كان يافعاً نشطاً في العمل التطوعي فقد شارك في قوات الدفاع المدني إبان حرب أكتوبر 1973، وبعيد إنتهاء الحرب وفي عام 1974 تطوع في أعطاء دروس مجانية لتلاميذ المدارس في مقر الإتحاد الأشتراكي. إنتمى الكاتب إلى صفوف حزب العمال الشيوعي المصري في بداياته. تعرف خلال مسيرته الثقافية إلى مجموعة من أنشط الكتاب والأدباء، فساهم معهم بتأسيس "مجلة أضاءة" 1977، التي نشرت له أول ديوان شعر «السماء وقوس البحر» عام 1983، ضمن كتاب شعري أصدرته تحت عنوان «كتاب أضاءة» عام 1983. قال عنه المخرج المسرحي عزت زين- متذكرا حادث حريق بني سويف في 2005- «أنجز محمود نسيم الكثير لفرق الأقاليم ونوادي المسرح والمؤتمرات المسرحية وقت المحنة، وقت أن كان التصدي للمسئولية محفوفا بالمخاطر، وعلى المستوى الشخصي كان يتألم لفقدان زملاء وأصدقاء أعزاء سواء في الحريق أو بالاستبعاد واحتمالية الإدانة». كان رجلاً دؤوباً بلا تطلعات وظيفية، وكان له أفضال عديدة على الكثير من الشباب المبدعين سواء في الكتابة أو الأخراج، حيث كانوا يلجؤون له عند حدوث أزمات وكان بسهولة شديدة يقوم بحلها، وكان في فترة من الفترات أحد أعضاء لجان إختيار قيادات الهئية العامة لقصور الثقافة. أصدر الكاتب دواوينه الشعرية قبل أن يتجه بمعضم طاقته للمسرح وإلى أبحاثة الأكاديمية وإلى تعليم أجيال في أكاديمية الفنون. نشر قصائده في عدد من الصحف والمجلات المصرية، وشارك في أغلب المهرجانات العربية والمحلية، كما ترجمت بعض قصائده إلى الإنجليزية. توفي الشاعرفي 21 أبريل 2021 بعد أصابته بفيروس كورونا ودُفن في مسقط رأسه.

## المناصب
- مدرسً بكلية التربية النوعية بطنطا والعباسية.[8]
- عضو لجان تحكيم وقراءة نصوص إدارة المسرح بالهيئة العامة لقصور الثقافة.[8]
- أحد أعضاء لجان إختيار قيادات الهئية العامة لقصور الثقافة.[9]
- أسس مجلة (كتابات) مع الشاعرين رفعت سلام، وشعبان يوسف.[8]
- عضو مؤسس بجماعة (إضاءة 77).[8]
- أسس مجلة (مسرحنا).[9]
- أسس مجلة (كتابات) مع الشاعرين رفعت سلام، وشعبان يوسف.[3]
- شارك في إصدار مجلات (الماستر).[10]
- شغل منصب مدير عام الإدارة العامة للمسرح فضلاً عن توليه رئاسة تحرير (سلسلة آفاق المسرح) التي تصدر عن الهيئة.[11]

## التعليم
- ليسانس في الفلسفة من كلية الآداب جامعة عين شمس 1980.[8]
- ماجستير من أكاديمية الفنون بالقاهرة 1994.[8]

## الجوائز
- الجائزة الأولى للمجلس الأعلى للثقافة بمصر عن مسرحيته الشعرية (مرعى الغزلان) 1986.[3]
- جائزة سعاد الصباح عن ديوانه (عرس الرماد) 1991.[3]
- جائزة أفضل سيناريو كبار الكتاب لعام 2016 عن سيناريو «رجل الحكايات» ضمن جوائز مؤسسة ساويرس الثقافية.[6]

## النتاج الأدبي
| الكتاب                                                    | اللغة   | الناشر                       | السنة | عدد الصفحات | الرقم الدولي         | المصدر      |
| --------------------------------------------------------- | ------- | ---------------------------- | ----- | ----------- | -------------------- | ----------- |
| المخلص والضحية: رؤى العالم مع محمود دياب وصلاح عبد الصبور | العربية | الهيئة المصرية العامة للكتاب | 2013  | 392         | لايوجد               | [ 12 ]      |
| في إنتظار جودو                                            | العربية | الهيئة العامة لقصور الثقافة  | 1014  | 208         | (ردمك 9789779200361) | [ 13 ]      |
| فجوة الحداثة العربية                                      | العربية | أكاديمية الفنون              | 2005  | 546         | لايوجد               | [ 14 ]      |
| الحديقة                                                   | العربية | الهيئة المصرية العامة للكتاب | 2006  | 150         | (ردمك 9774192575)    | [ 15 ]      |
| عرس الرماد                                                | العربية | لا يوجد                      | 1989  | لايوجد      | لايوجد               | [ 16 ]      |
| طائر الفخار                                               | العربية | الهيئة العامة لقصور الثقافة  |       | 165         | لايوجد               | [ 17 ]      |
| كتابة الظل                                                | العربية | لايوجد                       | 1995  | لايوجد      | لايوجد               | [ 5 ]       |
| السماء وقوس البحر                                         | العربية | مجلة أضاءة                   | 1984  | لايوجد      | لايوجد               | [ 1 ] [ 5 ] |
| مسرحية مرعى الغزلان                                       | العربية | لايوجد                       | 1986  | لايوجد      | لايوجد               | [ 5 ]       |